# Andrew Stanton
Andrew Ayers Stanton (Rockport, Massachusetts; 3 de diciembre de 1966) es un cineasta y actor de voz estadounidense, más conocido por su trabajo en los estudios de animación Pixar. Su trabajo en cine incluye escribir y dirigir A Bug's Life (1998), Buscando a Nemo (2003), y WALL·E (2008), y su primera película de acción en vivo, John Carter (2012). También coescribió las películas de  Toy Story y Monsters, Inc. (2001).
Con Buscando a Nemo y WALL·E ganó dos Premios Óscar a la mejor película de animación. También fue nominado al mejor guion original por Buscando a Nemo, WALL·E y Toy Story (1995), y para un premio al mejor guion adaptado por Toy Story 3 (2010).
Dirigió una secuela de Buscando a Nemo, Buscando a Dory, estrenada en 2016.

## Carrera

### Pixar
Stanton se unió a la compañía de animación Pixar en enero de 1990, y fue el segundo animador y noveno general de los empleados contratados en el estudio. En un comienzo trabajó en comerciales de televisión. Con John Lasseter, Pete Docter y Joe Ranft, Stanton redondeó el original "Brain Trust" (el núcleo de animadores de la empresa) y ayudó a desarrollar la idea para el primer largometraje animado totalmente por computadora de la historia y producido por Pixar, Toy Story, la cual recibió una nominación al Óscar al mejor guion original. Desde entonces, ha dirigido Buscando a Nemo y WALL·E -ganadoras ambas del Óscar a la mejor película animada- y fue codirector de Bichos, una aventura en miniatura

### John Carter
En 2012, hizo su debut en una película de acción real con John Carter, una adaptación a la gran pantalla de la novela Una princesa de Marte, de Edgar Rice Burroughs.
La película fue protagonizada por Taylor Kitsch, Lynn Collins, Willem Dafoe, Samantha Morton, Dominic West y Mark Strong. El guion fue escrito por Stanton, Mark Andrews y Michael Chabon.
La película fracasó en taquilla, recaudando 284 millones de dólares a nivel mundial contra un presupuesto de 250 millones.
Aunque fue un fracaso en taquilla la película obtuvo críticas mixtas y buenas por parte de la audiencia .

### Buscando a Dory y futuros proyectos
Después del tropiezo que fue John Carter, Stanton regresó a Pixar para desarrollar y dirigir Buscando a Dory, secuela de Buscando a Nemo que estrenó en 2016 y que recibió muy buenas críticas y fue un éxito de taquilla. 
Staton dijo que le gustaría dedicarse más a la acción en vivo porque es más fácil de realizar y porque quiere descansar un poco de la animación. No ha dado detalles de su próximo proyecto pero dijo que sería hecha con actores reales.

## Filmografía

### Cine
| Año  | Título                                               | Director | Guionista | Productor ejecutivo | Actor               | Rol                      |
| ---- | ---------------------------------------------------- | -------- | --------- | ------------------- | ------------------- | ------------------------ |
| 1995 | Toy Story                                            |          | Sí        |                     | Sí                  | Commercial Chorus        |
| 1998 | A Bug's Life                                         | Sí       | Sí        | Sí                  | Bug Zapper #1       |                          |
| 1999 | Toy Story 2                                          |          | Sí        | Sí                  | Emperador Zurg      |                          |
| 2000 | Buzz Lightyear of Star Command: The Adventure Begins |          |           | Sí                  | Hamm                |                          |
| 2001 | Monsters, Inc.                                       | Sí       | Sí        |                     | Productor ejecutivo |                          |
| 2003 | Buscando a Nemo                                      | Sí       | Sí        |                     | Sí                  | Crush, voces adicionales |
| 2003 | Exploring the Reef                                   |          |           | Sí                  |                     | Productor ejecutivo      |
| 2004 | Los Increíbles                                       |          | Sí        | Voces adicionales   |                     |                          |
| 2006 | Cars                                                 | Sí       | Fred      |                     |                     |                          |
| 2007 | Ratatouille                                          | Sí       |           | Productor ejecutivo |                     |                          |
| 2008 | WALL·E                                               | Sí       | Sí        |                     | Sí                  | Voces adicionales        |
| 2009 | Up                                                   |          |           | Sí                  |                     | Productor ejecutivo      |
| 2010 | Toy Story 3                                          |          | Sí        |                     |                     |                          |
| 2012 | John Carter                                          | Sí       | Sí        |                     |                     |                          |
| 2012 | Brave                                                |          |           | Sí                  | Productor ejecutivo |                          |
| 2013 | Monsters University                                  | Sí       |           |                     | Productor ejecutivo |                          |
| 2013 | Toy Story of Terror                                  | Sí       |           |                     | Productor ejecutivo |                          |
| 2015 | Inside Out                                           | Sí       |           |                     | Productor ejecutivo |                          |
| 2015 | The Good Dinosaur                                    | Sí       |           |                     | Productor ejecutivo |                          |
| 2016 | Buscando a Dory                                      | Sí       | Sí        |                     | Sí                  | Voces adicionales        |
| 2018 | Ralph Breaks the Internet                            |          |           |                     | Guru de storyboard  |                          |
| 2019 | Toy Story 4                                          | Sí       | Sí        |                     |                     |                          |
| 2022 | Lightyear                                            |          |           | Sí                  |                     | Productor ejecutivo      |

### Televisión
| Año  | Título                                                               | Director | Guionista | Productor ejecutivo | Actor | Rol |
| ---- | -------------------------------------------------------------------- | -------- | --------- | ------------------- | ----- | --- |
| 1987 | Mighty Mouse: The New Adventures (serie de televisión; 13 episodios) |          | Sí        |                     |       |     |
| 2025 | Win or Lose                                                          |          | Sí        |                     |       |     |

### Cortometrajes
| Año  | Título                  | Director | Guionista | Productor | Actor | Rol                  |
| ---- | ----------------------- | -------- | --------- | --------- | ----- | -------------------- |
| 1987 | A Story                 | Sí       | Sí        |           | Sí    | Randy The Goon Squad |
| 1988 | Somewhere in the Arctic | Sí       | Sí        |           | Sí    | Bahr                 |
| 2008 | BURN-E                  |          |           | Sí        |       | Productor ejecutivo  |
| 2008 | Presto                  |          |           | Sí        |       | Productor ejecutivo  |
| 2009 | Partly Cloudy           |          |           | Sí        |       | Productor ejecutivo  |

## Videojuegos
| Año  | Título                                   | Papel                  | Notas              |
| ---- | ---------------------------------------- | ---------------------- | ------------------ |
| 1998 | "La vida de un bicho"                    | Tolva                  |                    |
| 1999 | "Toy Story 2: Buzz Lightyear al rescate" | Emperador Zurg         |                    |
| 2003 | "Buscando a Nemo"                        | Crush                  |                    |
| 2003 | "Disney Extreme Skate Adventure"         | Emperador Zurg         |                    |
| 2007 | "Campeonato de Coches Mater-National"    | Fred                   |                    |
| 2010 | "Toy Story 3: El videojuego"             | Emperador Zurg         | PS3; única versión |
| 2011 | "Kinect Adventures Disneyland"           | Crush / Emperador Zurg |                    |
| 2013 | "Disney Infinity"                        | Emperador Zurg         | No acreditado      |

## Premios y nominaciones

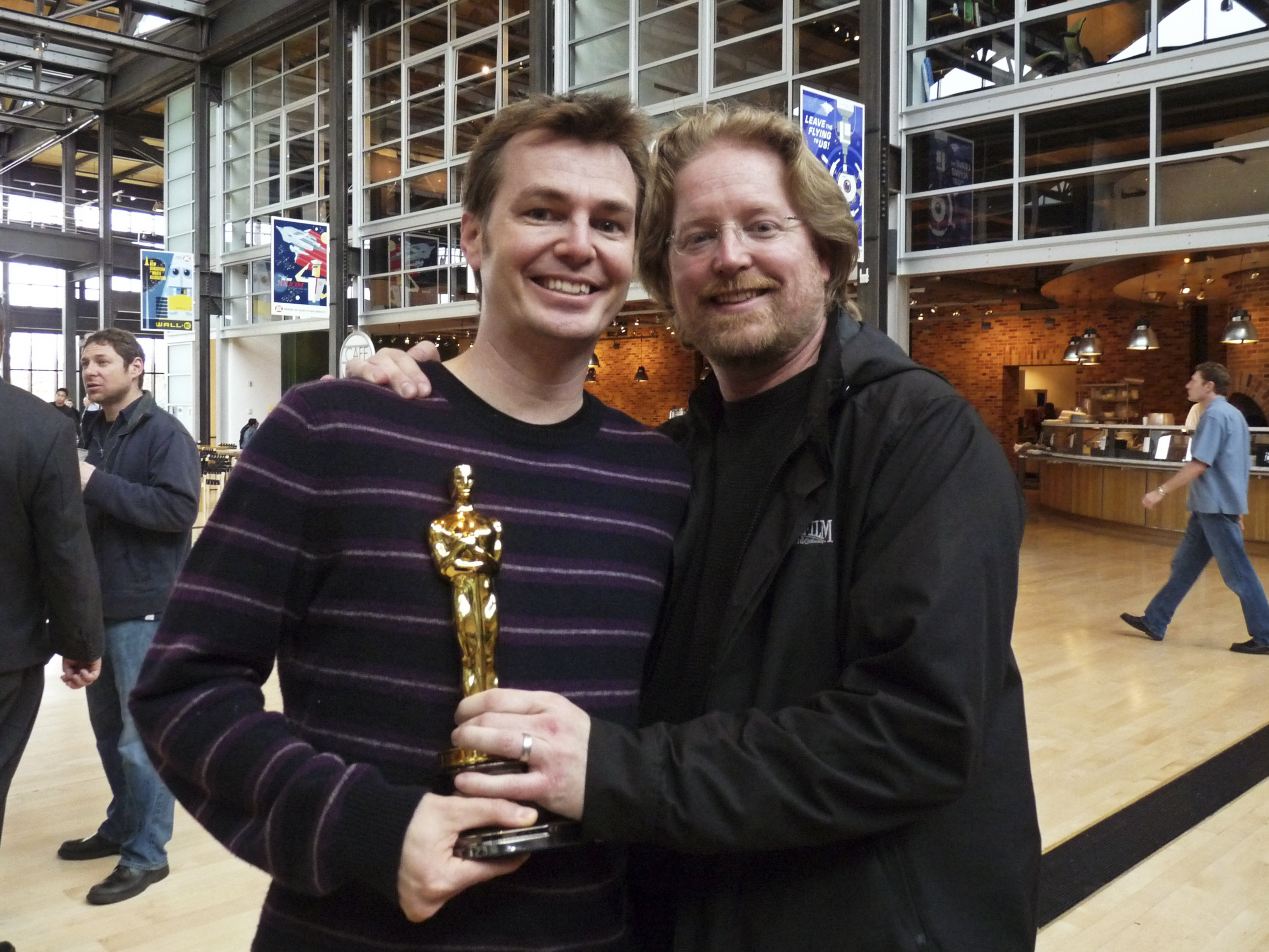
Andrew Stanton y Victor Navone con un Premio Óscar.

Premios Óscar
| Año  | Categoría                   | Película        | Resultado |
| ---- | --------------------------- | --------------- | --------- |
| 1996 | Mejor guion original        | Toy Story       | Nominado  |
| 2004 | Mejor Película de Animación | Buscando a Nemo | Ganador   |
| 2004 | Mejor Guion Original        | Buscando a Nemo | Nominado  |
| 2009 | Mejor Película de Animación | WALL·E          | Ganador   |
| 2009 | Mejor Guion Original        | WALL·E          | Nominado  |
| 2011 | Mejor Guion Adaptado        | Toy Story 3     | Nominado  |

Premios Globo de Oro
| Año  | Categoría                                | Película        | Resultado |
| ---- | ---------------------------------------- | --------------- | --------- |
| 2009 | Globo de Oro a la mejor película animada | WALL·E          | Ganador   |
| 2004 | Mejor película comedia o musical         | Buscando a Nemo | Nominado  |

Premios BAFTA
| Año  | Categoría                              | Película        | Resultado |
| ---- | -------------------------------------- | --------------- | --------- |
| 2008 | BAFTA a la mejor película de animación | WALL·E          | Ganador   |
| 2003 | BAFTA al mejor guion original          | Buscando a Nemo | Nominado  |

BAFTA Children Awards
| Año  | Categoría                              | Película        | Resultado |
| ---- | -------------------------------------- | --------------- | --------- |
| 2008 | BAFTA a la mejor película de animación | WALL·E          | Ganador   |
| 2003 | BAFTA a la mejor película              | Buscando a Nemo | Nominado  |
| 2003 | BAFTA a la mejor película              | Monsters, Inc.  | Ganador   |

Premios Annie
| Año  | Categoría                               | Película        | Resultado |
| ---- | --------------------------------------- | --------------- | --------- |
| 2009 | Mejor dirección en una película animada | WALL·E          | Nominado  |
| 2009 | Mejor película animada                  | WALL·E          | Nominado  |
| 2004 | Mejor dirección en una película animada | Buscando a Nemo | Ganador   |
| 2004 | Mejor guion en una película animada     | Buscando a Nemo | Ganador   |
| 2003 | Mejor guion en una película animada     | Monsters, Inc.  | Nominado  |
| 2001 | Mejor guion en una película animada     | Toy Story 2     | Ganador   |
| 2000 | Mejor dirección en una película animada | A Bug's Life    | Nominado  |
| 2000 | Mejor guion en una película animada     | A Bug's Life    | Nominado  |
| 1997 | Mejor guion en una película animada     | Toy Story       | Ganador   |